# Casèids
Els casèids o caseids (Caseidae) són una família extinta de sinàpsids que visqueren entre el Carbonífer superior i el Triàsic superior. Se n'han trobat restes fòssils a Alemanya, el Brasil, Espanya (incloent-hi l'Alt Urgell), els Estats Units, França, Itàlia, Madagascar, Polònia, el Regne Unit i Rússia. Tenien el dermatocrani ample i desenvoluparen nombroses adaptacions per a una dieta herbívora rica en fibra. Foren un dels pocs grups de sinàpsids primitius que sortiren dels ecosistemes càlids i humits de la Pangea equatorial. L'espècimen més petit, corresponent a un individu jove d'Eocasea, pesava menys de 10 kg, mentre que Cotylorhynchus i l'alierasaure haurien pogut assolir una llargada total d'entre 4 i 6 m i un pes d'entre 330 i 500 kg. Tot plegat indica una tendència evolutiva cap a una major grandària, presumiblement relacionada amb la seva dieta.